# Shin Long
Long (tên đầy đủ: Shin Long (Jin Long -Jin Ron?), chữ Hán: 進龍, tiếng Việt: Tấn Long) là một nhân vật trong loạt trò chơi điện tử mang tên: Đấu trường đẫm máu (Bloody Roar). Trong loạt trò chơi này, Long được xây dựng là một sát thủ siêu đẳng, người luôn giữ thái độ điềm đạm, lạnh lùng, ghét những người nói dối. Anh đã rời bỏ tổ chức sát thủ và đi đến những nơi yên tĩnh và tổ chức quyết định truy sát anh. Tuổi của anh trong game là 31. Long là một dạng mãnh thú hình người, khi biến hình (thú hóa) anh sẽ trở thành một con hổ, trong trò chơi này, Long là một bậc thầy võ thuật với võ công truyền thống của Trung Hoa, là nhân vật có khả năng thi triển những đòn liên hoàn đẹp mắt, tấn công liên tiếp vào đối thủ. Cũng trong trò chơi này, Long có một kẻ thù nguy hiểm là Shen Long (Thanh Long) cũng là một kẻ có khả năng thú hóa thành một con hổ trắng (chính xác là cọp xám) và cũng chính là bản sao của Long (hình thành từ nhân bản vô tính và một người đệ tử là Uriko).

## Thân thế và võ công
Trong trò chơi này, Long được giới thiệu là người có quốc tịch Trung Quốc, tuổi 32, chiều cao là 1,79m (1,84m khi thú hóa), nặng 70 kg (78 kg khi thú hóa). Nghề nghiệp: Sát thủ (quá khứ), võ sư (hiện tại). Dạng thú hóa: Hổ (chính xác là loài hổ Hoa Nam). Cách chiến đấu: Võ công Trung Hoa với những đòn tấn công kết hợp, liên hoàn. Tất cả những đòn thế của anh trong trò chơi này đều là những tinh hoa của võ học Trung Hoa với những đòn thế liên quan đến động tác của loài hổ như Hổ hình quyền, hổ quyền, Bát Cực Quyền.

## Lịch sử

### Phiên bản 1
Ở phiên bản 1, anh được giới thiệu là người lạnh lùng, trầm tính. Trước Bakuryu, ShinLong là sát thủ số một của Tylon. Là một cao thủ võ thuật, với võ công cao cường, một người đàn ông duy nhất đã niêm phong sức mạnh của nắm tay của mình (trong phiên bản 1 và 2 sau này nhân vật này thường đeo 04 quả chùy nặng ở tay và chân). Và đây cũng là phiên bản duy nhất Long luôn đeo kính khi đánh nhau. Là một zoanthrope mạnh mẽ nhưng bản thân anh lại xem dòng máu Zoanthrope chảy trong người mình là thứ đáng nguyền rủa. Người đầu tiên phát hiện ra anh là một zoanthrope chính là cha anh, một nhà khoa học nổi tiếng, nhưng chính phát hiện này lại đem đến bi kịch cho gia đình anh và chính bản thân anh. Quãng thời gian làm sát thủ của Tylon đã biến anh thành một con người trầm mặc. Sau khi rời bỏ Tylon, vì không muốn liên lụy đến người khác, anh sống cô lập một mình trong một hang động sâu thẳm của một dãy núi hẻo lánh ở Trung Hoa. Cho đến một ngày nọ, một cô gái có tên Uriko đến nhờ anh giúp giải thoát cho mẹ mình đang bị ZLF bắt giữ và con đường phiêu bạt của anh bắt đầu từ đó.

### Phiên bản 2
Ở phiên bản 2, anh cũng được giới thiệu là một con người trầm tính, điềm đạm và rất tốt bụng, nhưng số phận trớ trêu là anh lại có cha là một nhà khoa học nghiên cứu về những Zoanthrope. Long đã được cha cải tạo thành một Zoanthrope. Nhưng điều đó giống như một lời nguyền dẫn đến những bi kịch gia đình. Sau cái chết của mẹ và em gái, còn cha thì trở nên biến chất và bê bối tệ hại, tẩu hỏa nhập ma, Long đã bỏ nhà ra đi. Với tài năng võ thuật và sức mạnh của một Zoanthrope đã nhanh chóng mang lại cho anh danh tiếng và không bao lâu sau anh đã gia đội ám sát của thế giới ngầm. Với khả năng thực hiện nhiệm vụ ám sát một cách nhanh chóng của một cao thủ võ lâm không cần dùng tới vũ khí đã mang lại cho anh danh hiệu sát thủ đệ nhất.
Nhưng đến một ngày, bỗng nhiên Long suy nghĩ lại. Tất cả máu và những trận đánh để mang lại bữa ăn hằng ngày cho anh Long ở tổ chức này đã gây ra vết thương nội tâm. Để thoát ra khỏi nỗi tuyệt vọng và giày vò này, anh quyết định cắt đứt sự ràng buộc với tổ chức và qui ẩn trên một hang núi xa lánh tất cả mọi người. Tổ chức đã nhiều lần ép buộc và đe doạ Long để anh trở về nhưng anh đều khước từ. Vì vậy tổ chức đã quyết định xem anh như kẻ phản bội và treo giải thưởng cho ai giết được anh. Long từ bỏ cả các mối quan hệ với thế giới và đã sống ở một nơi hẻo lánh trên núi (sống trong một cái hang như một ẩn sĩ). Anh suy ngẫm về những tội lỗi của mình, các mưu đồ xấu xa và hận thù của mình và cuối cùng anh quyết tâm sống ẩn dật. Tuy nhiên, cô gái Uriko đã đến cầu cứu anh, những lời của các cô gái đã khơi dậy cảm giác trong Long. "Tôi muốn có sức mạnh để cứu mẹ tôi đã bị bắt cóc." Anh nhìn cô gái đó là liên tưởng đến quá khứ của mình (là một vật thí nghiệm) nhưng cô gái đó có một quyết tâm mạnh mẽ để chiến đấu cho dù tuyệt vọng và Long đã giúp đỡ cô ta sau đó anh bắt đầu tái xuất giang hồ.

### Phiên bản 3
Tại phiên bản 3 này, Long được thiết kế là một võ sư với bộ võ phục truyền thống của Trung Hoa, phiên bản này anh không còn đeo 4 quả chùy như hai phiên bản trước. Võ công anh sử dụng giống như Shen Long ở phiên bản 2. Cách đánh đa dạng, nhanh và mạnh của long biến anh thành một cao thủ ở phần 3. Cảm thấy không thể trốn tránh mãi nên Long đã làm một chuyến du ngoạn đến một thị trấn nhỏ, nơi anh trọ tại nhà của một võ sư và được làm quen với con gái ông ấy là Lanfa. Tại thời điểm này, Long luôn trở nên bồn chồn về vết sẹo XGC sẽ xuất hiện trên cơ thể anh. Cuối cùng, linh cảm của Long đã đúng nhưng vết sẹo ấy lại không xuất hiện trên cơ thể anh mà là Lanfa. Nếu không tìm cách xóa bỏ vết sẹo thì Lanfa sẽ phải chết. Điều này như một lần nữa khơi dậy nỗi buồn của Long khi nhớ tới cô em gái Lin Li, người đã chết bởi chính sức mạnh con thú trong anh. Để làm biến mất vết sẹo, Long buộc phải đánh bại Xion, người đã từng có vết sẹo XGC trước đây. Tại trận đánh này, một nguồn năng lượng tà ác đang kiểm soát Xion thực ra chính là chị gái của anh ta. Để ngăn nguồn năng lượng bóng đêm này có thể xâm nhập vào Xion một lần nữa, nên Long đã hút cô ta vào nhằm bảo vệ Xion khỏi sự điều khiển. Sau đó, Long trở lại nhà của người võ sư ấy và vui vẻ khi biết sức khỏe của Lanfa đã phục hồi hoàn toàn.